# Ernesto Chulià Ramiro
Ernesto Chulià Ramiro és un trompetista nascut a Catarroja, València al 1974. Actualment és professor de trompeta al Conservatori José Iturbi.
Ernesto Chulià va nàixer el 11 de Juny de 1974 en una família dedicada a la música. El seu pare, Salvador Chulià, va traspassar-li a ell i al seu germà, Vicente, l'amor per la música. Va estudiar en els conservatoris José Iturbi i Joaquin Rodrigo, on va estudiar de la mà de Vicente Lopez (alumne del trompetista Maurice André).
A l'any 1994 va acabar la carrera de superior al Conservatori Municipal de Barcelona. Al acabar, va començar a fer sortides a França, on va col·laborar amb molts trompetistes en París o Presle, pero el més especial per a ell va ser Sant Joan Lohitzune, on va conèixer per primera vegada a Maurice André.
Entre 1996 i 2006 va fer nombrosos concerts per tota Espanya. A més, ha colaborat en algunes orquestes, la més important la Sinfónica de Madrid. També era molt buscat per a impartir cursos en Espanya i Amèrica Llatina. Entre 1996 i 2011 va ser professor de trompeta al Conservatori Municipal de Fuenlabrada. A la misma vegada, era solista de Fliscorn a la Simfònica de Madrid treball que va deixar a l'any 2013. Des d'aquest any, es professor de trompeta al Conservatori José Iturbi de València.